# Antirrhineae
 Antirrhineae je tribus trpučevki podijeljen na dva podtribusa. Opisan je 1827 godine. Tipični rod Antirrhinum s otprilike 20 vrsta raširen je po Mediteranu

## Podtribusi
1. Antirrhininae (Dumort.) Chav. ex Lindl.
2. Maurandyinae